# Landesgartenschau Beelitz 2022
Die Landesgartenschau Beelitz 2022 war die siebte Landesgartenschau in Brandenburg. Sie fand unter dem Motto „Gartenfest für alle Sinne“ vom 14. April bis zum 31. Oktober 2022 in der brandenburgischen Stadt Beelitz südwestlich von Berlin und Potsdam im Landkreis Potsdam-Mittelmark statt.
Für die Gartenschau schuf die Stadt Beelitz mit Unterstützung des Landes Brandenburg und mit Hilfe von Fördermitteln aus dem Landwirtschaftsfonds für die Entwicklung des ländlichen Raums der Europäischen Union (ELER) eine Parklandschaft beiderseits der Nieplitz südlich der Altstadt von Beelitz. Dabei wurden verödete Flächen renaturiert, Biotope wiederbelebt und eine alte Industriebrache mit einem 1990 stillgelegten Klärwerk wurde zurückgebaut und für das Stadtleben nutzbar gemacht. Die Stadtpfarrkirche St. Marien und St. Nikolai wird als Blumenhalle genutzt.
Ursprünglich wollten die drei Städte Beelitz, Bad Dürrenberg in Sachsen-Anhalt (inzwischen bereits zweimal verschoben, jetzt geplant als Landesgartenschau Bad Dürrenberg 2024) und Torgau in Sachsen (Landesgartenschau Torgau 2022), in denen 2022 gleichzeitig die jeweilige „Landesgartenschau 2022“ stattfinden sollte, hätten ein „mitteldeutsches Blütendreieck“ gebildet. Die jeweils eigene Landesgartenschau sollte so zur Brücke in die Nachbar-Bundesländer werden.
Nach Beendigung der Gartenschau soll das zum Amphitheater mit Naturbühne umgebaute ehemalige, 1990 stillgelegte Klärwerk mit Blick auf die Altstadt von Beelitz als Veranstaltungsort der Beelitzer Festspiele, von Konzerten, dem Spargelfest sowie anderen Freilichtveranstaltungen fungieren. Die benachbarte ehemalige Festwiese soll als Bürgerpark mit Feuchtbiotopen, Wegen und Pavillons langfristig erhalten bleiben.